# Ramesses V
Usermaatre Sekheperenre Ramesses, thường được gọi ngắn gọn là Ramesses V, là pharaon thứ tư thuộc Vương triều thứ 20 trong thời kỳ Ai Cập cổ đại.
Ramesses V là người con duy nhất được biết đến của pharaon Ramesses IV và là cháu nội của Ramesses III. Ramesses V không có hậu duệ nên người chú là vương tử Meryamun đã lên ngôi kế vị, tức pharaon Ramesses VI.

## Niên đại

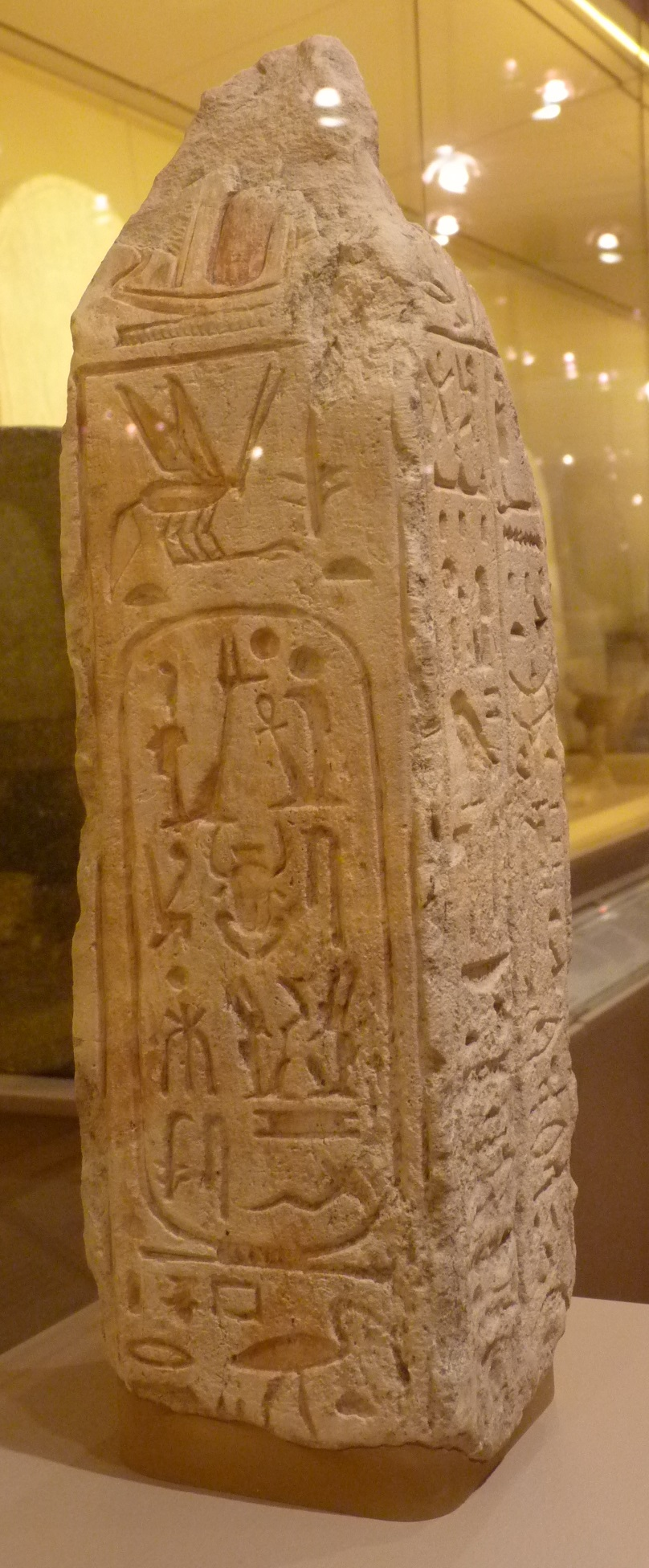
Bút tháp mang cartouche của Ramesses V (Bảo tàng Bologna, Ý)

Theo Rolf Krauss ước tính, Ramesses V ở ngôi được 3 năm 10 tháng, trong khoảng năm 1149–1146 TCN. Ông băng hà vào khoảng giữa tháng I và đầu tháng II mùa Peret của năm trị vì thứ 4.
Thời gian trị vì của Ramesses V chưa thống nhất giữa các nhà Ai Cập học. Các nguồn cho biết, Ramesses V có thể cai trị trong các khoảng năm 1145–1141 TCN (theo Clayton), 1147–1143 TCN (theo Bierbrier), hoặc 1156–1152 TCN (theo Schneider).

## Vương thất
Không một công trình nào còn sót lại của Ramesses V có tuyên bố ông là con trai của Ramesses IV. Nhưng do các hiện vật còn sót lại của ông vô cùng ít ỏi nên không thể lấy lý do đó để phủ định mối quan hệ cha con của hai người. Khó có thể hình dung làm cách nào mà Ramesses V có thể lên ngôi nếu ông không phải là con trai của Ramesses IV.
Bản thân Ramesses IV cũng không nhắc gì đến vợ con trên các công trình của ông. Tuy nhiên, tại đền Khonsu trong quần thể Karnak, một Nữ tư tế thiêng liêng là Duatentopet xuất hiện trên tường đền. Đền này chỉ gắn liền với Ramesses III và IV, do đó Duatentopet có thể là con gái của Ramesses III, vợ của Ramesses IV và là mẹ của Ramesses V, dựa thêm vào danh hiệu "Chính thất Vương hậu" và "Thân mẫu của Nhà vua" trong ngôi mộ QV74.
Trên cuộn giấy cói Wilbour được soạn dưới thời trị vì của Ramesses V có nhắc đến hai người phụ nữ là Chính thất Vương hậu Henutwati và Phu nhân của Nhà vua Tawerettenru, được cho là hai bà vợ của ông.

## Trị vì
Triều đại của Ramesses V đánh dấu bởi những bất ổn trong nội bộ vương quốc. Minh chứng cho điều này là bản cáo trạng trong cuộn giấy cói số 1887 lưu giữ tại Bảo tàng Ai Cập Turin ghi lại nhiều vụ bê bối xảy ra tại đền thờ Khnum ở Elephantine từ thời Ramesses IV, được soạn vào năm Ramesses V thứ 4. Bản cáo trạng này buộc tội tư tế Penanukis với các hành vi nghiêm trọng như nhận hối lộ, gian dâm với phụ nữ đã có chồng, lạm dụng nhục hình, trộm cắp tài sản đền thờ và hành vi buôn thần bán thánh. Một phần khác của cáo trạng nói về việc một thuyền trưởng tên Khnumnakht đã biển thủ hơn 5000 bao ngũ cốc mà lẽ ra phải giao nộp cho đền Khnum từ năm thứ 28 của Ramesses III. Khnumnakht cũng bị tình nghi phóng hỏa một chiếc thuyền thuộc sở hữu của đền thờ, và đã mua chuộc các giám sát viên của đền nhằm tránh bị buộc tội.
Mặc dù vậy, Ramesses V vẫn tiếp tục các hoạt động khai thác mỏ đồng và ngọc lam của vua cha tại thung lũng Timna và Sinai. Chân đế của một cột đá vôi có đánh dấu niên đại của Ramesses V được tìm thấy tại địa điểm Qantir, nơi từng là kinh đô Pi-Ramesses dưới triều Ramesses II Đại đế. Đây là bằng chứng duy nhất cho thấy Ramesses V từng tiến hành hoạt động xây dựng ở phía bắc Heliopolis.
Cuộn giấy cói Wilbour hiện được lưu giữ tại Bảo tàng Brooklyn được biên soạn vào năm thứ 4 của Ramesses V là một văn kiện hành chính có giá trị đặc biệt. Phần chính của văn bản ghi chép lại quá trình đo đạc và thẩm định ruộng đất trải dài từ gần Faiyum về phía nam đến gần thành phố Minya ngày nay. Sản lượng thu hoạch được ghi lại nhằm xác định mức thuế phải nộp cho nhà nước từ khoảng 2800 điền trang được canh tác dưới sự giám sát của tư tế đền thờ và vương thất. Triều đại Ai Cập chắc chắn đã thực hiện hàng loạt các cuộc khảo sát địa chính, nhưng cuộn cói Wilbour này được xem là bản thảo quy mô lớn duy nhất còn tồn tại, và giá trị lại càng nổi bật hơn khi nó ghi chép về vùng Trung Ai Cập chứ không phải Thebes, vốn là nơi tập trung phần lớn các văn bản hành chính khác còn sót lại.

## Qua đời

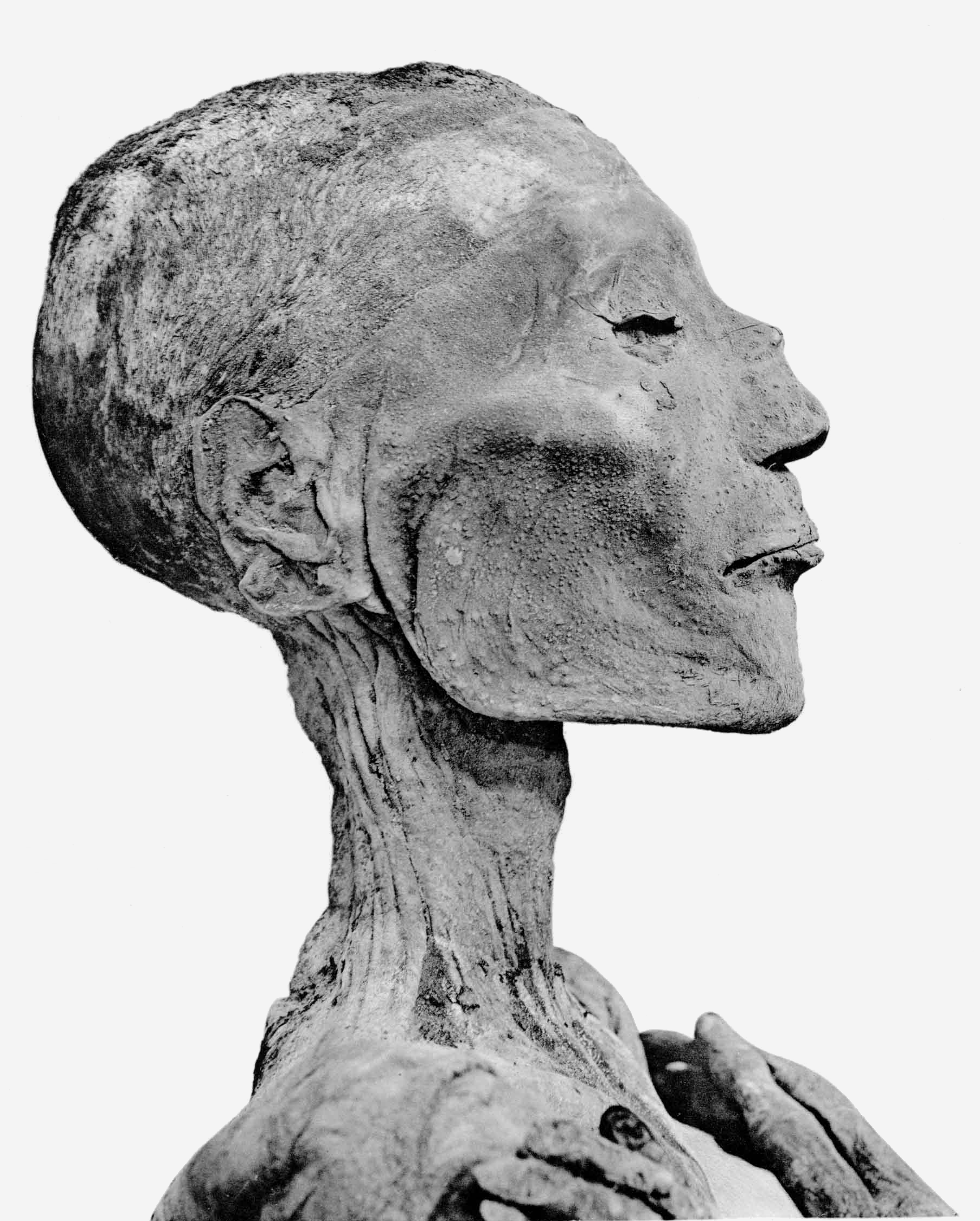
Phần đầu xác ướp của Ramesses V

Ramesses V qua đời mà không có con trai nên ngôi vị được truyền cho người chú, tức pharaon Ramesses VI. Xác ướp của ông được tìm thấy cùng với nhiều vua chúa khác trong hầm mộ KV35 của pharaon Amenhotep II. Ảnh chụp X-quang xác ướp cho thấy, Ramesses V qua đời ở độ tuổi 25–35. Ngoài ra, kiểm tra xác ướp cũng chỉ ra các mụn nước hoặc mụn mủ màu vàng nhạt gần như khắp cơ thể cho thấy có sự tương đồng đáng kể với bệnh đậu mùa, căn bệnh có khả năng đã gây ra cái chết của ông.
Một mảnh ostracon ở Thung lũng các vị vua được tìm thấy có nội dung như sau: "Năm 2 (của Ramesses VI), tháng II của mùa Akhet, ngày 1. Đức vua Sekheperenre (tên ngai của Ramesses V) bên bờ tây sông Nin được an táng. Cửa mộ được tạo tác bởi các thợ mộc vào ngày 2". Vấn đề được đặt ra, tại sao Ramesses V đến năm thứ hai của người kế vị Ramesses VI mới được chôn cất, thay vì sau khoảng thời gian 70 ngày theo truyền thống, vì thời điểm kết thúc 70 ngày thì lẽ ra phải rơi vào năm đầu tiên của Ramesses VI. Černý cho rằng, Ramesses VI đã tiếm vị cháu trai để lên ngôi và giam giữ Ramesses V cho tới khi ông qua đời, nên thực tế là Ramesses V vẫn được chôn cất đúng sau 70 ngày. Tuy nhiên, Amer lại bác đề xuất này, vì theo Amer, vào năm đầu triều đại của Ramesses VI, một đám quân phiến loạn được cho là người Libya đang quấy phá thị trấn Per-Nebyt (có lẽ là phía bắc Thebes) và phóng hỏa dân cư ở đó, được chép trong cuộn giấy cói số 2044 tại Bảo tàng Ai Cập Turin về việc những người thợ vùng Deir el-Medina đã nhiều lần buộc phải ngừng công việc xây lăng của Ramesses V do lo sợ trước quân thù. Tuy đã dẹp yên quân phiến loạn, Ramesses V không được an táng trong lăng KV9, bởi vì Ramesses VI đã tiếp quản và hoàn thiện KV9 để sử dụng cho chính mình. Do đó, việc chậm trễ an táng Ramesses V là để có đủ thời gian đào một ngôi mộ nhỏ cho Ramesses V ở một nơi khác trong Thung lũng các vị Vua.
Ngôi lăng KV9 là nơi dự định chôn cất Ramesses V. Bằng chứng là các khung cartouche của ông trên tường các hành lang đầu tiên không bị gạch xóa hay viết đè tên khác lên, và duy nhất một mảnh hộp gỗ còn sót lại có khắc tên ông. Tuy nhiên, tên của Ramesses V trên căn phòng thông ra ngay đó bị sửa thành tên của Ramesses VI, và toàn bộ phần còn lại của ngôi mộ sau đó đều được trang trí dành cho Ramesses VI. Phòng này chưa hoàn thiện và quá nhỏ để đặt thi hài của một vị vua, nếu chôn cất Ramesses V tại đây sẽ ngăn cản các công việc tiếp theo trong mộ, đặc biệt là việc vận chuyển các khối đá lớn ra ngoài. Rõ ràng, Ramesses V không được chôn cất tại KV9, và có khả năng ở một nơi nào đó trong thung lũng tồn tại một ngôi mộ được đục đẽo vội vàng là nơi yên nghỉ của Ramesses V trước khi thi hài ông được chuyển qua KV35.